# Misiones (provincie)

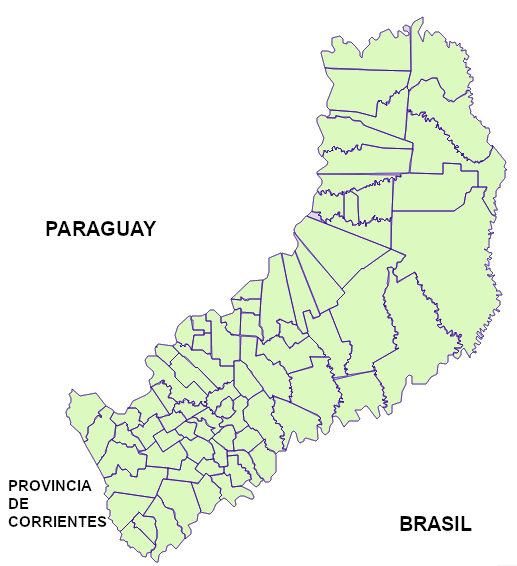
Gemeentegrenzen in de provincie

Misiones is een van de 23 provincies van Argentinië, gelegen in de noordoostelijke hoek van het land. De provincie grenst aan Paraguay in het noordwesten, aan Brazilië in het noorden en het oosten, en aan de Argentijnse provincie Corrientes in het zuidwesten. De provinciale hoofdstad is Posadas.
De Iguazúwatervallen zijn wereldberoemde watervallen die gelegen zijn aan de grens met Brazilië (staat Paraná) in het nationaal park Iguazú.
De provincie is genoemd naar de verschillende missieposten (Reducciones) van de Jezüieten die in dit gebied gevestigd waren. Van de vijftien Reducciones die we in Argentinië terugvinden zijn er elf gelokaliseerd in deze provincie, vier ervan zijn opgenomen in de UNESCO Werelderfgoedlijst in 1984: San Ignacio Mini, Nuestra Señora de Santa Ana, Nuestra Señora de Loreto, Santa María la Mayor. Ze werden gebouwd in de 17e en 18e eeuw in het gebied waar de Guaraní indianen woonden.

## Departementen
De provincie is onderverdeeld in 17 departementen (departamentos.

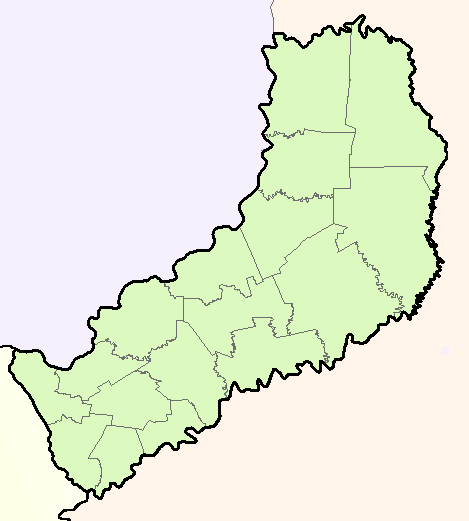
Bestuurlijke indeling van de provincie Misiones

| Nr. | Departement | Departement                   | Hoofdplaats             | Inwoners | Oppervlakte |
| --- | ----------- | ----------------------------- | ----------------------- | -------- | ----------- |
| 1   |             | Apóstoles                     | Apóstoles               | 38.028   | 1.035 km²   |
| 2   |             | Cainguás                      | Campo Grande            | 47.271   | 1.558 km²   |
| 3   |             | Candelaria                    | Santa Ana               | 22.290   | 913 km²     |
| 4   |             | Capital                       | Posadas                 | 284.279  | 932 km²     |
| 5   |             | Concepción                    | Concepción de la Sierra | 9.085    | 752 km²     |
| 6   |             | Eldorado                      | Eldorado                | 67.726   | 1.927 km²   |
| 7   |             | General Manuel Belgrano       | Bernardo de Irigoyen    | 33.488   | 3.331 km²   |
| 8   |             | Guaraní                       | El Soberbio             | 57.818   | 3.305 km²   |
| 9   |             | Iguazú                        | Puerto Esperanza        | 66.539   | 2.736 km²   |
| 10  |             | Leandro N. Alem               | Leandro N. Alem         | 41.670   | 1.070 km²   |
| 11  |             | Libertador General San Martín | Puerto Rico             | 42.440   | 1.451 km²   |
| 12  |             | Montecarlo                    | Montecarlo              | 34.073   | 1.770 km²   |
| 13  |             | Oberá                         | Oberá                   | 95.667   | 1.564 km²   |
| 14  |             | San Ignacio                   | San Ignacio             | 55.038   | 1.662 km²   |
| 15  |             | San Javier                    | San Javier              | 19.187   | 640 km²     |
| 16  |             | San Pedro                     | San Pedro               | 23.736   | 3.426 km²   |
| 17  |             | Veinticinco de Mayo           | Alba Posse              | 27.187   | 1.629 km²   |